# Rafael Velarde Echevarría
Rafael Velarde Echevarría, (Arequipa, 24 de octubre de 1817 - Lima, 17 de marzo de 1895[cita requerida]) fue un abogado y político peruano. Ministro de Gobierno, Policía y Obras Públicas (1869 y 1879) y ministro de Relaciones Exteriores (1879).
Fue nombrado caballero gran cruz de la Orden de Isabel la Católica por el Reino de España, aunque no aceptó tal honor.

## Biografía
Fue hijo de Jorge Velarde De La Torre y Francisca Xaviera Echevarría. Se recibió de bachiller el 3 de julio de 1844. En 1847 leyó en la Academia de Ciencias y Artes de Arequipa un trabajo jurídico combatiendo la pena capital, y el 27 de octubre de 1849 se recibió de abogado ante la Corte Superior de ese distrito judicial. Ejerció su profesión en Lima, Tarapacá y Arequipa. En 1869 fue ministro de Gobierno, por pocos meses, debiendo renunciar a raíz de una crisis ministerial. En 1872 la Cámara de Diputados lo acusó junto a los exministros de estado del presidente José Balta, señores Nicolás de Piérola, Mariano Felipe Paz Soldán, José Jorge Loayza, José Antonio Barrenechea y José Araníbar, por supuestas infracciones constitucionales, pero fue absuelto por el Senado por 30 votos contra 4. En 1879, en el segundo gobierno de Mariano Ignacio Prado fue por segunda vez nombrado ministro de Gobierno, pero solo por un día, pasando inmediatamente a ser ministro de Relaciones Exteriores. Eran los días de la Guerra con Chile. En todos los cargos públicos que desempeñó, Velarde demostró ser un hombre público incorruptible, reputación que lo acompañó siempre y que ni sus más encarnizados adversarios se atrevieron a negarle. Estuvo casado con Josefa Sofía de la Barrera y Álvarez de Toledo.
Desde 1844 hasta 1892, desempeño importantes cargos dentro del Estado:
- 1844 Amanuense de la Tesorería de Arequipa.
- 1854 Secretario de la Prefectura de Arequipa.
- 1854 Redactor del Diario Oficial de Arequipa.
- 1855 Oficial 1.º. Interventor de la Tesorería de Arequipa.
- 1855 Tesorero General de Arequipa.
- 1856 Diputado por Caylloma a la Convención Nacional (asamblea constituyente).
- 1862 Secretario del Consejo de Ministros.
- 1863 Diputado por Condesuyos.[1] En esta legislatura se distinguió por la defensa que hizo de la legalidad de los actos del gobierno de la dictadura de Prado. En el Diario de Debates de aquella época, constan los aplausos que con su galana palabra supo arrancar al auditorio.
- 1865 Presidente de la Comisión Permanente del Cuerpo Legislativo. En esta época de su vida se distinguió el Sr. Velarde por la razonada oposición que hizo al proyecto del doctor Antonio Arenas para que la Comisión declarase fuera de la ley al gobierno del general Juan Antonio Pezet.
- 1866 Vocal de la Junta Depuradora de Créditos y Administrador de las Aduanas de Islay.
- 1868 diputado por Condesuyos,[2] en cuya legislatura fue Presidente de la Comisión Principal de Hacienda y Vocal de la Comisión de Justicia. Como Presidente de la primera, dictaminó en la construcción del actual ferrocarril de Lima al Callao y La Oroya y de otros, como los de Arequipa a Puno y Cusco, de Trujillo, de Pacasmayo a Cajamarca, de Lima a Jauja, etc.
- 1868 Ministro Ad Hoc para evaluar y sentenciar con los plenipotenciarios de Inglaterra, Francia, Italia y Prusia, reclamos pecuniarios presentados por estos.
- 1869 Visitador General de todas las Aduanas de la República, investido con amplias facultades. Presidente de la Comisión encargada de la construcción de la Aduana del Callao. Visitador General de todas las Aduanas de la República, por segunda vez. Ministro de Gobierno, Policía y Obras Públicas.
- 1870 Superintendente de la Escuela de Artes y Oficios y Presidente de la Comisión encargada de inventariar las existencias de dicho plantel.
- 1875 Vocal del Supremo Tribunal de Responsabilidad Judicial, cargo que desempeñó 10 años.
- 1876 Diputado por Castilla.
- 1877 Diputado por Arequipa. Superintendente de la Aduana del Callao.
- 1878 Interventor Fiscal de la Consignación del Salitre.
- 1879 Ministro de Gobierno, Policía y Obras Públicas, por segunda vez. Ministro de Relaciones Exteriores. Como Jefe de la Cancillería peruana, gestionó y obtuvo el canje de prisioneros del monitor Huáscar por igual número de chilenos apresados por las fuerzas peruanas, durante la Guerra del Pacífico.
- 1883 Vocal de la Comisión Examinadora de los Billetes Incas.
- 1886 Contador del Tribunal Mayor de Cuentas.
- 1892 Vocal Mayor del Tribunal Mayor de Cuentas.

## Otros cargos
- Redactor en Jefe del Diario El Republicano.
- Director del Banco de Comercio.
- Director del Banco Garantizador.
- Comisario Organizador del Ejército.
- Miembro del Consejo Departamental de Lima.
- Vocal de la Junta de Vigilancia de La Paternal.
- Socio Activo del Club Literario de Lima.
- Miembro del Colegio Electoral de Lima.
- Miembro de la empresa periodística El 2 de mayo.
- Presidente de la Mesa Parroquial del Sagrario.
- Presidente de una de las comisiones encargadas de recolectar fondos en Lima para el Ejército de Reserva.